# HelloTalk
HelloTalk（ハロートーク）は、2011年成立された中華人民共和国深圳市のグローバル言語 (外国語) 交換アプリケーションソフトウェア及びSNS会社である。

## 概要
2012年から中国深圳市で法人化され、百人余りの中国人の役職員がハロートークを運営している。まだTikTokのように中国・海外の情報分離は実施していない。2022年には半分以上の地域社会の人々が英語を学び、4割以上は韓国語、3割は日本語学習者であり、2割は中国語を含むその他150ヶ国語が共同でハロートークを構成した。2023年の売上は20億円程度であった。英語を積極的に使い、アメリカ合衆国の会社に勘違いされる場合も多いが、厳密には中国企業であるだけに、ハロートークユーザーのすべての情報は中華人民共和国反間諜法などに適用され、数値安全法によって中国領内に保管される。

## 詳細
ハロートークはアプリをインストールした後、簡単にプロフィールを作成し、本人の言語レベルと学びたい言語を設定すれば始められる。 一つのコツは自己紹介をきちんと心を込めて書けば、趣味と関心事が同じ外国人の友達と早く親しくなることが出来る。ハロートークは単純に外国語でチャットするアプリではなく、多様な方式で言語を勉強できるのが特徴である。 お互いの文章を修正し、音声を録音して送ることができ、近くにいる人を探して以後に会って対話もできる。 ハロートークの利用者たちは大部分は自分自身の「外的な」姿を表現するというよりは本人の考えを共有し、趣味を共有することを目的とする。これはインスタグラムと相反する姿を見せ、その点を理解してハロートークを使えば、使用しやすい。
HelloTalkは、世界中の200カ国で利用されており、ユーザー数は1300万人を超える。日本人ユーザーは全体の約13％を占め、アクティブユーザー数では最多であることが確認されている。言語学習を通じて相互にサポートし合うことを目的としている。創業者のZackery Ngai CEOは、中国で生まれ中国香港で育ち、アメリカと韓国、日本での留学経験がある。彼は中国語（北京語、広東語）、英語、韓国語、日本語を話すマルチリンガルであり、特に日本文化への関心が高く、日本語学習にも積極的である。このアプリは、音声録音の交換や即時文字化など、言語交流を支援する機能を提供している。また、ユーザー間での品質の高いコミュニケーションを促進し、異なる文化や習慣について学び合うことを目指している。Zackery氏は、ユーザー同士が友だちとなり、良質なコミュニティを構築することの重要性を強調している。一般的な語学学習ツールを超え、世界中の人々がコミュニケーションを取り合う場として機能することを目指している。日本語は英語に次いで人気のある学習言語であり、ユーザー間で相乗効果を生み出している。さらに、Zackery氏と彼のチームは、言語学習を通じて社会貢献を目指し、長期的な視点でアプリの開発を進めている。
2021年、ハロートークアプリがアンドロイド端末に「HTコイン」というマルウェアをインストールしたことが有った。HelloTalkは、Google Play Storeで利用できる人気のコミュニティ主導言語学習アプリであり、1000万件以上のダウンロードされた。Redditユーザーは、アプリによって表示された通知がマルウェアをダウンロードすると主張した。